# Трилофф, Отто
Отто Пауль Трилоф (нем. Otto Paul Trieloff; 17 ноября 1885, Дуйсбург, Пруссия — 6 июля 1967, Rüttenscheid) — немецкий легкоатлет, серебряный призёр летних Олимпийских игр 1908 года.
На Играх 1908 года в Лондоне Трилоф участвовал в двух дисциплинах. Вместе со своей командой он занял второе место в смешанной эстафете, а также остановился на первом раунде в забеге на 400 м.